# Mathis Lambourde
Mathis Lambourde Frontier (Les Lilas, 9 de enero de 2006) es un futbolista francés que juega como delantero en el Hellas Verona F. C. de la Serie A.

## Trayectoria
Nacido en Les Lilas, comenzó su carrera a los siete años en el Cosmos Saint-Denis. Tras una temporada, se incorporó al club de su ciudad natal FC Les Lilas, donde pasó tres años antes de fichar por el club profesional Paris Saint-Germain F. C.. Tras solo una temporada en el París Saint-Germain, se trasladó a J. A. Drancy en 2018, pero el club informaría de que había firmado un contrato de seis años con el Stade Rennes F. C. solo un año después, en abril de 2019.
A pesar de haber sido fotografiado con la equipación del Stade Rennes, la Federación Francesa de Fútbol declaró que no se incorporaría al club hasta 2021. Tuvo un buen comienzo en la temporada 2022-23, marcando catorce goles hasta noviembre, y llegó a terminar la temporada con veinticinco en todas las competiciones en la categoría sub-19.

## Selección nacional
Ha representado a Francia en la categoría sub-17. Destacó en el Campeonato Europeo Sub-17 de la UEFA 2023, en el que Francia se proclamó subcampeona tras perder ante Alemania.

## Estadísticas

### Clubes
Actualizado al último partido disputado el 21 de octubre de 2023.
| Club                          | Div.          | Temporada     | Liga  | Liga  | Liga   | Copas nacionales | Copas nacionales | Copas nacionales | Copas internacionales | Copas internacionales | Copas internacionales | Total | Total | Total  |
| Club                          | Div.          | Temporada     | Part. | Goles | Asist. | Part.            | Goles            | Asist.           | Part.                 | Goles                 | Asist.                | Part. | Goles | Asist. |
| ----------------------------- | ------------- | ------------- | ----- | ----- | ------ | ---------------- | ---------------- | ---------------- | --------------------- | --------------------- | --------------------- | ----- | ----- | ------ |
| Stade Rennes F. C. II Francia | 4.ª           | 2022-23       | 10    | 1     | 0      | —                | —                | —                | —                     | —                     | —                     | 10    | 1     | 0      |
| Stade Rennes F. C. II Francia | 4.ª           | 2023-24       | 3     | 2     | 0      | —                | —                | —                | —                     | —                     | —                     | 3     | 2     | 0      |
| Stade Rennes F. C. II Francia | Total club    | Total club    | 13    | 3     | 0      | 0                | 0                | 0                | 0                     | 0                     | 0                     | 13    | 3     | 0      |
| Stade Rennes F. C. Francia    | 1.ª           | 2023-24       | 1     | 0     | 0      | 0                | 0                | 0                | 1                     | 0                     | 0                     | 2     | 0     | 0      |
| Stade Rennes F. C. Francia    | Total club    | Total club    | 1     | 0     | 0      | 0                | 0                | 0                | 1                     | 0                     | 0                     | 2     | 0     | 0      |
| Total carrera                 | Total carrera | Total carrera | 14    | 3     | 0      | 0                | 0                | 0                | 1                     | 0                     | 0                     | 15    | 3     | 0      |